# Toto XIV
| Recensione | Giudizio |
| ---------- | -------- |
| AllMusic   |          |

Toto XIV è il quattordicesimo album in studio del gruppo musicale statunitense Toto, pubblicato nel marzo 2015 dalla Frontiers Records. È il primo album di materiale inedito dopo la definitiva riunione della band.

## Il disco
L'album segna il ritorno di Joseph Williams dietro il microfono, Steve Porcaro alle tastiere e David Hungate al basso. Toto XIV è il primo disco pubblicato con Keith Carlock alla batteria, che sostituisce Simon Phillips, l'unico batterista che aveva suonato nel gruppo dopo la morte del membro originario Jeff Porcaro nel 1992. È inoltre il primo album registrato dalla band senza la presenza del bassista storico Mike Porcaro dai tempi di Toto IV nel 1982. Mike morirà cinque giorni prima dell'uscita del disco per via di complicazioni dovute alla SLA. A lui i Toto dedicano la canzone Bend, inserita come traccia bonus nell'edizione giapponese dell'album.
Il chitarrista Steve Lukather ha parlato della numerazione presente nel titolo sottolineando di come la band abbia tenuto conto di tutti gli album con materiale inedito registrato in studio. Per questo motivo rientrano nel conteggio anche Toto XX del 1998 (una raccolta di vecchie canzoni fino a quel momento mai pubblicate) e Through the Looking Glass del 2002 (un disco composto interamente da cover).

## Tracce
La voce principale del brano è indicata a destra.
1. Running Out of Time – 4:06 (Lukather, Paich, Williams) – Joseph Williams
2. Burn – 4:56 (Williams, Paich) – Williams
3. Holy War – 5:24 (Lukather, Vanston, Williams) – Williams & Steve Lukather
4. 21st Century Blues – 6:08 (Lukather, Vanston) – Lukather
5. Orphan – 3:55 (Paich, Williams, Lukather) – Williams
6. Unknown Soldier (For Jeffrey) – 5:06 (Paich, Lukather) – Lukather
7. The Little Things – 4:34 (Steve Porcaro, Allee Willis) – Steve Porcaro
8. Chinatown – 5:07 (Paich, Mike Sherwood) – David Paich, Williams & Lukather
9. All the Tears That Shine – 5:09 (Paich, Sherwood) – Paich
10. Fortune – 4:46 (Williams) – Williams
11. Great Expectations – 6:48 (Paich, Williams, Lukather) – Paich, Williams, Lukather

Traccia bonus dell'edizione giapponese
1. Bend – 2:48 (Mike Sherwood, Steve Porcaro) – Porcaro

## Formazione
Gruppo
- Steve Lukather – chitarre, voce, basso (tracce 5, 6, 11)
- Joseph Williams – voce principale, tastiere (tracce 5, 11)
- David Paich – pianoforte, organo Hammond, tastiere, voce, contrabbasso (traccia 9)
- Steve Porcaro – sintetizzatori, tastiere, voce (traccia 7)
- Keith Carlock – batteria, cori (traccia 2)

Altri musicisti
- David Hungate – basso (tracce 3, 4, 7, 8)
- Tal Wilkenfeld – basso (tracce 9, 10)
- Leland Sklar – basso (traccia 2)
- Tim Lefebvre – basso (traccia 1)
- Lenny Castro – percussioni (tracce 2, 3, 5-10)
- Martin Tillman – violoncello (tracce 6, 7)
- C.J. Vanston – sintetizzatori (tracce 1-6, 10, 11)
- Michael McDonald – cori (tracce 6, 8, 10)
- Amy Keys – cori (tracce 4, 6, 8, 10)
- Mabvuto Carpenter – cori (tracce 5, 11)
- Jamie Savko – cori (tracce 1, 2, 11)
- Emma Williams – cori (traccia 2)
- Tom Scott – sassofono, arrangiamento strumenti a fiato (tracce 4, 8)

## Classifiche
| Classifica (2015)         | Posizione massima |
| ------------------------- | ----------------- |
| Austria                   | 11                |
| Belgio (Fiandre)          | 28                |
| Belgio (Vallonia)         | 31                |
| Corea del Sud             | 12                |
| Danimarca                 | 15                |
| Finlandia                 | 5                 |
| Francia                   | 17                |
| Germania                  | 4                 |
| Giappone                  | 17                |
| Italia                    | 16                |
| Irlanda                   | 75                |
| Norvegia                  | 6                 |
| Paesi Bassi               | 2                 |
| Regno Unito               | 43                |
| Repubblica Ceca           | 10                |
| Scozia                    | 42                |
| Stati Uniti               | 98                |
| Stati Uniti (independent) | 9                 |
| Stati Uniti (rock)        | 18                |
| Stati Uniti (tastemaker)  | 21                |
| Svezia                    | 4                 |
| Svizzera                  | 3                 |
| Ungheria                  | 15                |